# Lise et Laura
Pour plus de détails, voir Fiche technique et Distribution.
Lise et Laura est un téléfilm franco-britannique d'Henri Helman, diffusé en 1982.

## Synopsis
« Lise et Laura » est l'histoire de deux jeunes femmes (double-rôle pour Claude Jade) à la ressemblance troublante. La première, tuée par la Gestapo, avait été l'épouse de Frédéric, que la seconde, née bien après, rencontrait au Grand Hôtel de Dinard.
Au grand hôtel de Dinard, de nos jours, Frédéric voit entrer avec stupéfaction une jeune femme, Laura. Il tente de lui parler, mais elle est rejointe par son compagnon, Christian. Flash-back : Frédéric revoit sa vie : en 1938, il rencontre Lise qui est 18 ans à Dinard, lui fait la cour, l'épouse-ils ont un fils. Pendant l'occupation, Lise porte un message pour la résistance; il ne la reverra jamais. Trouble par l'extraordinaire ressemblance entre Lise et la jeune femme du grand hôtel, Laura, Frédéric la revoit et lui fait lire le journal intime de Lise. Laura, éditrice littéraire, est une femme libre, dans les flash-backs de Laura on voit une femme qui quitte son mari et qui partage ses trois amants... Ensemble, Laura et Frédéric parlent de Lise, et Laura lui fait découvrir un aspect de sa femme qu'il n'imaginait pas.

## Fiche technique
- Réalisation : Henri Helman
- Scénario : Henri Helman, Etienne Bolo, Jean Barral
- Photographie : Bernard Malaisy
- Musique : Michel Philippe-Gérard
- Montage : Marie-claude Mourier
- Drame : Drame

## Distribution
- Claude Jade (Lise / Laura)
- Michel Auclair (Frédéric d'Autin)
- Bernard Malaterre (Frédéric jeune)
- Érik Colin (Christian)
- Nicole Chanu (une rescapée)
- Jeannette Granval (Mme Scouarnec)
- Sébastien Keran (le voisin)
- Nicole Bermin (comtesse d'Autin)
- Robert Angebaud (comte d'Autin)
- Gérard Pollet (1er amant de Laura)
- Guy Perrot (2ème amant de Laura)
- Jean Boissery (Martin, écrivain et 3ème amant de Laura)
- Christian Delangre (François, ex-mari de Laura)

### Critique
- « Avec un montage sophistiqué, ses perpétuels retours en arrière, on distinguait bien mal le passé du présent dans ce film d'Henri Helman. C'était peut-être ce que voulaient les auteurs, mais le spectateur lui, n'y comprenait à ce récit pourtant bien photographié et bien interprété par Claude Jade et Michel Auclair » (Tele 7 Jours)